# 名池町
名池町（めいちちょう）は、山口県下関市にある地名。郵便番号は750-0011。当地域の人口は329人（平成27年国勢調査による。）。

## 地理
下関市の南部に位置する。北は上田中町、西は丸山町、南は観音崎町と南部町、東は田中町に隣接する。

## 歴史

### 地名の由来
空也が諸国を行脚する際に錫杖で池を掘った地であるため名池と呼ばれるようになった。

### 沿革
- 1909年（明治42年）現在の名池小学校が名池尋常小学校として開校[4]。
- 1918年（大正6年）日随上人が本門仏立宗日薫寺を創建[4]。
- 1945年（昭和20年）火災により名池尋常小学校は全焼し廃校となる[4]。
- 1960年（昭和35年）名池小学校の新工事が完了[4]。
- 1966年（昭和41年）関後地村、南部町、田中町から名池町を新設[3]。

## 小・中学校の学区
市立小・中学校に通う場合、学区は以下の通りとなる。
| 町丁   | 番・番地 | 小学校             | 中学校             |
| ------ | -------- | ------------------ | ------------------ |
| 名池町 | 全域     | 下関市立名池小学校 | 下関市立名陵中学校 |

## 施設
- 下関市立名池小学校[4]
- 日薫寺[4]
- 名池保育園[6]
- 最上寺